# Avenue Franklin D. Roosevelt
Avenue Franklin D. Roosevelt är en cirka 800 meter lång gata i Paris åttonde arrondissement. Den börjar precis norr om Seine vid Pont des Invalides norra brofäste och sträcker sig rakt norrut till korsningen med Rue du Faubourg-Saint-Honoré, där den övergår i den mycket korta Avenue Myron-Herrick som i sin tur slutar i Rue de Courcelles. Området le triangle d'or avgränsas i öster av avenue Franklin D. Roosevelt.
Gatan uppkallades 1945 efter Franklin D. Roosevelt och hette tidigare Avenue Victor Emanuel III.
Längs vägen korsar avenue Franklin D. Roosevelt Champs-Élysées vid Rond-point des Champs-Élysées-Marcel-Dassault.